# Muhammad ibn Zakariya al-Razi
Abū Bakr Muhammad ibn Zakariyyā al-Rāzī (perzijsko ابوبكر محمّد زکرياى رازى‎ Abūbakr Mohammad-e Zakariyyā-ye Rāzī, poznan tudi po latiniziranem imenu Rhazes ali Rasis), perzijski polihistor, alkimist, fizik, filozof in pomembna osebnost v zgodovini medicine, * 854, † 925.
Razi je bil celovit mislec, ki je prispeval temeljno znanje iz različnih področjih in ga zapisal v več kot 200 rokopisih. Poznan je predvsem zaradi številnih napredkov, ki jih je prispeval v medicini preko svojih opazovanj in odkritij.

## Življenje
Razi se je rodil v mestu Ray (danes Rey), ki se nahaja na južnih pobočjih gore El Burz blizu današnjega Teherana ob Svilni poti. Razi v perzijščini pomeni iz mesta Ray. Njegov prvi interes je bila glasba, a tega sta kmalu nadomestili alkimija in filozofija. Kot mlad se je preselil v Bagdad, kjer je študiral in vadil medicino v bimaristan (bolnišnica). Njegov učitelj medicine je bil Ali Ibn Sahl Rabban al-Tabari, zdravnik in filozof, rojen v judovski družini v Mervu v Tabaristanu. Kasneje ga je Mansur ibn ishaq povabil nazaj v Ray, kjer je postal glavni zdravnik v bolnišnici. Svoj čas je namenil poučevanju in imel več krogov študentov. Ko je bolnik prišel s pritožbo ali imel vprašanje je najprej vprašal učence prvega kroga. Če niso znali odgovoriti, potem je bila vprašal tiste v "drugem krogu" in tako naprej. Sam pa je potem dal končni odgovor. Pri 30 letih je začasno prenehal s svojim delom in raziskavami v alkimiji, ker so mu kemične substance, ki jim je bil izpostavljen preveč dražile oči. Med njegovimi odkritji v alkimiji je zaslužen za odkritje žveplove kisline in etanola. Razi je bil do svojih pacientov velikodušen in dobrodelen, zdravil jih je na human način in jim dajal zdravila, ne da bi jim zaračunal. Na koncu svojega življenja je skoraj oslepel zaradi Glavkoma. Umrl je v svojem rojstnem kraju star 60 let in po svoji smrti postal zelo znan na Bližnjem vzhodu in v celotni srednjeveški Evropi.

## Medicina

### Psihologija in psihoterapija
Razi je bil eden od prvih znanih zdravnikov. Poznan je tudi kot oče psihologije in psihoterapije.

### Primerjava črnih koz in ošpic
Razi je napisal:
»Črne koze se pojavijo, ko kri "vre" in se okuži, kar povzroči izhlapevanje hlapov. Tako se mladoletna kri (ki zgleda kot mokri izvlečki, ki se pojavljajo na koži) preoblikuje v bogatejšo kri in ima barvo zrelega vina. Na tej stopnji se črne koze pojavljajo kot "mehurčki, najdeni v vinu" (kot mehurji) ... ta bolezen se lahko pojavi tudi v drugih časovnih obdobjih (kar pomeni: ne samo v otroštvu). Najboljša stvar, ki jo je treba storiti v tej prvi fazi, je, da se držite stran, sicer se lahko ta bolezen spremeni v epidemijo.«
To diagnozo je potrdila Encyclopædia Britannica (1911), ki navaja: "Najbolj zanesljive izjave o zgodnjem obstoju bolezni najdemo v knjigah perzijskega zdravnika Razija iz 9. stoletja, ki je jasno opisal njene simptome, njeno patologijo, ki jo razlaga humoralna ali fermentacijska teorija, in navodila za njeno zdravljenje.

### Farmacija
Razi je prispeval k zgodnji praksi farmacije z zbiranjem besedil, v katerih je opisal uporabo "mrtvih mazil" in z razvojem naprav, kot so terilnice, bučke, lopatice in stekleničke za zdravila, ki so jih uporabljali v lekarnah vse do začetka dvajsetega stoletja.

### Medicinska etika
Razi je na profesionalni ravni predstavil številne praktične, napredne, medicinske in psihološke ideje. Kritiziral je šarlante in lažne zdravnike, ki so se potikali po mestih in deželi in prodajali svoja “zdravila”. Hkrati je opozoril, da tudi visoko izobraženi zdravniki niso imeli odgovorov na vse zdravstvene težave in niso mogli pozdraviti vseh bolezni, kar je bilo človeško povedano nemogoče. Razi je strokovnim delavcem svetoval, naj sledijo naprednemu znanju preko nenehnega študija medicinskih knjig in stika z novimi informacijami, da bi pri svojih storitvah postali bolj uporabni. Naredil je seznam ozdravljivih in neozdravljivih bolezni. V zvezi s slednjim je dejal, da v primeru naprednih primerov raka in gobavosti zdravnika nikoli ne bi smeli kriviti, če jih ni mogel ozdraviti. Da bi dodal humorno noto, je Razi izkazoval veliko usmiljenje do zdravnikov, ki so skrbeli za dobro počutje knezov, plemstva in žensk, ker niso sledili zdravniškim ukazom (npr.: da omejijo svojo prehrano ali se grejo zdraviti), zaradi česar je najtežje biti njihov zdravnik.
O medicinski etiki je napisal: 
Zdravnikov cilj je pomagati, celo sovražnikom, še toliko bolj pa prijateljem. Ta poklic nam prepoveduje, da škodujemo svojemu sorodstvu, kar je potrebno za korist in blaginjo človeštva. Bog je zdravnikom odredil prisego, da ne bodo ustvarili smrtonosnih sredstev. 

## Alkimija

### Pretvorba kovin
Razijevo zanimanje o alkimiji in njegovo trdno prepričanje v možnost preoblikovanja kovin v zlato in srebro je bilo pol stoletja po njegovi smrti potrjeno v knjigi Ibn an-Nadima (The Philosophers Stone-Lapis Philosophorum v latinščini). Nadim je Raziju posvetil zbirko 12 knjig vključno s svojim zavračanjem Al-Kindijevega zavračanja veljavnosti alkimije. Al-Kindi (801-873 CE) je bil filozof in nasprotnik alkimije.

### Kemijski instrumenti in snovi
Razi je razvil mnogo kemijskih instrumentov, ki se uporabljajo še danes. Izpopolnil je metodo destilacije za pridobivanje in ekstrakcijo alkohola. Ni se strinjal z idejo o napojih, ki naj bi temeljili na magiji. 
Čeprav Razi ni zavračal ideje, da obstajajo čudeži, v smislu nepojasnjenih pojavov v naravi, je bila njegova alkimijska shramba obogatena z izdelki perzijskega rudarstva in proizvodnje, posedoval je celo amonijevo sol, ki je bila kitajsko odkritje. Predvsem se je skliceval na koncept "prevladujočih" oblik ali esenc, ki je neoplatonski koncept vzročnosti, kot pa na intelektualni ali mehanični pristop. Razijeva alkimija je prinesla empirične lastnosti kot so slanost in vnetljivost, slednja pa je povezana z 'oljnatostjo' in 'žilavostjo'. Teh lastnosti ni mogoče razložiti s tradicionalno sestavo elementov, kot so: ogenj, voda, zemlja in zrak, kar so al-Ḥazali in drugi misleci za njim hitro opazili.

## Filozofija

### Metafizika
Razijeva metafizična doktrina izhaja iz teorije o "petih večnostih", po kateri se svet proizvaja iz interakcije med Bogom in štirimi drugimi večnimi načeli (duša, materija, čas in kraj). Sprejel je predsokratski tip atomizma teles in za to se je razlikoval od falasife in mutakallimuna. Medtem ko je nanj vplival Platon n medicinski pisatelji, predvsem Galen, je zavrnil taqlid in tako izrazil kritiko glede nekaterih njihovih mnenj. To je razvidno iz naslova enega njegovih del - Dvom o Galenu.

### Pogled na religijo
Raziju so bila pripisana številna kontradiktorna dela in izjave o veroizpovedi. Glede na al-Birunijevo bibliografijo o Raziju (Risāla fī Fihrist Kutub al-Rāzī) je Razi napisal dve "heretični knjigi": "Fī al-Nubuwwāt" (O prerokbah) in "Fī Ḥiyal al-Mutanabbīn" (O trikih lažnivih prerokov). Po Birunijevih besedah naj bi prva knjiga bila proti religiji nasploh, druga pa neke vrste kritika prerokov. Biruni je v svoji Risali nadalje kritiziral in izrazil dvom glede Razijevih verskih pogledov, pri čemer je opazil vpliv manheheizma. Biruni je naštel še nekaj drugih del o Raziju in religiji, med njimi Fi Wujub Da'wat al-Nabi "Ala Man Nakara bi al-Nubuwwat (Obligation to Propagate the Teachings of the Prophet Against Those who Denied Prophecies) in Fi anna li al- Insan Khaliqan Mutqinan Hakiman (That Man has a Wise and Perfect Creator), ki sta navedeni v njegovih delih o "božanskih znanostih". Nobeno od njegovih del o religiji danes ne obstaja več v celoti. 

## Dela

### Knjige in članki o medicini
- Al-Kitab al Hawi

Ta 23 delni set medicinskih učbenikov vsebuje temelje ginekologije, porodništva in oftalmološke kirurgije.
- Dvomi o Galenu (Shukuk 'ala alinusor)

V tej knjigi Razi zavrača več trditev grškega zdravnika glede domnevne superiornosti grškega jezika in številna njegova kozmološka in medicinska stališča. Medicino povezuje s filozofijo in navaja, da dobro delo zahteva neodvisno razmišljanje. Poroča, da se Galenovi opisi ne skladajo z njegovimi lastnimi kliničnimi opažanji v zvezi s potekom vročine. 
- Bolezni otrok

Ta knjiga je bila prva monografija, ki je obravnavala pediatrijo kot samostojno področje medicine.

### Knjige o medicini
- al-Hawi (Arabic الحاوي), al-Hawi al-Kabir (الحاوي الكبير). Also known as The Virtuous Life, Continens Liber. The large medical Encyclopedia containing mostly recipes and Razi's notebooks.
- Isbateh Elmeh Pezeshki (Persian اثبات علم پزشكى), ("Proving the Science of Medicine").
- Dar Amadi bar Elmh Pezeshki (Persian در آمدى بر علم پزشكى) ("Outcome of the Science of Medicine").
- Rade Manaategha 'tibb jahez
- Rade Naghzotibbeh Nashi
- The Experimentation of Medical Science and its Application
- Guidance
- Kenash
- The Classification of Diseases
- Royal Medicine
- For One Without a Doctor (من لايحضره الطبيب)
- The Book of Simple Medicine
- The Great Book of Krabadin
- The Little Book of Krabadin
- The Book of Taj or The Book of the Crown
- The Book of Disasters
- Food and its Harmfulness
- al-Judari wa al-Hasbah, Translation: A treatise on the Small-pox and Measles
- Ketab dar Padid Amadaneh Sangrizeh (Persian كتاب در پديد آمدن سنگريزه) ("The Book of Formation of small stones (Stones in the Kidney and Bladder)")
- Ketabeh Dardeh Roodeha (Persian كتاب درد رودهها) ("The Book of Pains in the Intestine")
- Ketab dar Dard Paay va Dardeh Peyvandhayyeh Andam (Persian كتاب در درد پاى و درد پيوندهاى اندام) ("The Book of Pains in Feet/Legs and Pains in Linked Limbs")
- Ketab dar Falej
- The Book of Tooth Aches
- Dar Hey'ateh Kabed (Persian در هيأت كبد) ("About the Liver")
- Dar Hey'ateh Ghalb (About Heart Ache) (Persian در هيأت قلب) ("About the Heart")
- About the Nature of Doctors
- About the Earwhole
- Dar Rag Zadan (Persian در رگ زدن) ("About Handling Vessels")
- Seydeh neh/sidneh
- Ketabeh Ibdal
- Food For Patients
- Soodhayeh Serkangabin (Persian سودهاى سركنگبين) or Benefits of Honey and Vinegar Mixture
- Darmanhayeh Abneh
- The Book of Surgical Instruments
- The Book on Oil
- Fruits Before and After Lunch
- Book on Medical Discussion (with Jarir Tabib)
- Book on Medical Discussion II (with Abu Feiz)
- About the Menstrual Cycle
- Ghi Kardan or vomiting (Persian قى كردن)
- Snow and Medicine
- Snow and Thirst
- The Foot
- Fatal Diseases
- About Poisoning
- Hunger
- Soil in Medicine
- The Thirst of Fish
- Sleep Sweating
- Warmth in Clothing
- Spring and Disease
- Misconceptions of a Doctor's Capabilities
- The Social Role of Doctors

### Knjige o Alkimiji
- Modkhele Taalimi
- Elaleh Ma'aaden
- Isbaate Sanaa'at
- Ketabeh Sang
- Ketabe Tadbir
- Ketabe Aksir
- Ketabe Sharafe Sanaa'at
- Ketabe Tartib, Ketabe Rahat, The Simple Book
- Ketabe Tadabir
- Ketabe Shavahed
- Ketabe Azmayeshe Zar va Sim (Experimentation on Gold)
- Ketabe Serre Hakimaan
- Ketabe Serr (The Book of Secrets)
- Ketabe Serre Serr (The Secret of Secrets)
- The First Book on Experiments
- The Second Book on Experiments
- Resaale'ei Be Faan
- Arezooyeh Arezookhah
- A letter to Vazir Ghasem ben Abidellah
- Ketabe Tabvib

### Knjige o filozofiji
- The Small Book on Theism
- Response to Abu'al'Qasem Braw
- The Greater Book on Theism
- Modern Philosophy
- Dar Roshan Sakhtane Eshtebaah
- Dar Enteghaade Mo'tazlian
- Delsoozi Bar Motekaleman
- Meydaneh Kherad
- Khasel
- Resaaleyeh Rahnamayeh Fehrest
- Ghasideyeh Ilaahi
- Dar Alet Afarineshe Darandegan
- Shakkook
- Naghseh Ketabe Tadbir
- Naghsnamehyeh Ferforius
- Do name be Hasanebne Moharebe Ghomi

### Pomembne knjige v angleščini
- Spiritual Medicine
- The Philosophical Approach (Al Syrat al Falsafiah)
- The Metaphysics